# Società Polisportiva Cailungo
La Società Polisportiva Cailungo, meglio nota come Cailungo, è una società calcistica sammarinese fondata nel 1974 e con sede nel castello di Borgo Maggiore.

## Colori e stemmi

### Colori
I colori sociali sono il rosso e il verde e sono legati alla festività del 1º maggio ed alla libertà e speranza.

## Società

### Organigramma societario
- Mirco Conti - Presidente
- Fabrizio De Leonardis - Vice Presidente
- Gian Luigi Ciavatta - Direttore Generale
- Daniele Ciavatta - Resp. Settore Giovanile
- Corrado Mazza - Dirigente
- Daniele Forcellini - Tesoriere
- Gabriele Venturini - Team Manager
- Nichlas Stradaioli - Collaboratore Tecnico

## Presidenti
- 1974-1980  Felici Gian Carlo
- 1980-1996  Rondelli Mario
- 1996-2006  Rondelli Paolo
- 2006-2014  Rondelli Luca
- 2014-2018  Conti Mirco

### Sponsor
- 2018/2019-Joma
- 2018/2019-Koppe
- 2018/2019-Banca CIS
- 2018/2019-IWASH 24h Autolavaggio

## Palmarès

### Competizioni nazionali
- Trofeo Federale: 1

2002

### Altri piazzamenti
- Campionato Sammarinese

Secondo posto: 2001-2002
- Trofeo Federale

Semifinalista: 2004

## Cailungo nell'impegno sociale
Dalla fondazione nel 1974, la SP Cailungo è sempre stata partecipe al campionato sammarinese come anche al torneo estivo della Coppa Titano e per diversi anni presente anche in categoria superiore. Tra le tante attività vanta l'organizzazione del torneo di calcio denominato Torneo Trofeo “Piccolo Maracanà" arrivato alla sua XX edizione nel 2014. Come Polisportiva rappresenta anche l'insieme di persone che creano, organizzano iniziative a carattere sociale e ne son la riprova le tante manifestazioni in cartello ogni anno tra cui, " befana in piazza", per tutti i bambini, fuochi di San Giuseppe e della Madonna, sempre in piazza a Cailungo, proiezioni filmate primaverili estivi, gare di Ape cross inserite nel Campionato Ape Proto Evolution, Ape RR Show ed anche ApeLegendShow, la tradizionale Festa di San Rocco Cailungo nella seconda domenica di agosto ed infine impegni natalizi con Babbo Natale alla casa degli Anziani dell'Ospedale di Stato e alla Casa dei ragazzi Disabili, chiudendo l'anno o meglio aprendo il nuovo anno nuovamente con la Befana in piazza.

## Organico

### Rosa 2018-2019
| N. |                       | Ruolo | Calciatore        |
| -- | --------------------- | ----- | ----------------- |
| 21 | San Marino (bandiera) | P     | Massimo Franciosi |
| 66 | Italia (bandiera)     | P     | Magnani Pietro    |
| 23 | Italia (bandiera)     | D     | Iuzzolino Manuel  |
| 6  | Italia (bandiera)     | D     | Peluso Roberto    |
| 13 | Italia (bandiera)     | D     | Poli Nicolò       |
| 12 | San Marino (bandiera) | D     | Gualandi Mattia   |
| 4  | San Marino (bandiera) | D     | Santarini Simone  |
| 5  | San Marino (bandiera) | D     | Rossi Michele     |
| 2  | San Marino (bandiera) | D     | Dellarosa Giacomo |
| 11 | San Marino (bandiera) | D     | Angeli Davide     |
| 33 | Italia (bandiera)     | D     | Padovani Giovanni |
| 45 | Italia (bandiera)     | C     | Del prete Alberto |
| 77 | Italia (bandiera)     | C     | Tamburini Nicola  |

| N. |                       | Ruolo | Calciatore        |
| -- | --------------------- | ----- | ----------------- |
| 8  | San Marino (bandiera) | C     | Venerucci Davide  |
| 17 | Italia (bandiera)     | C     | Oliva Marco       |
| 19 | Italia (bandiera)     | C     | Semprini Pietro   |
| 20 | San Marino (bandiera) | C     | Ciavatta Simone   |
| 10 | Italia (bandiera)     | C     | Conti Michele     |
| 30 | San Marino (bandiera) | C     | Sabatino Michele  |
| 9  | Italia (bandiera)     | A     | Bonavita Federico |
| 28 | Italia (bandiera)     | A     | Del prete Filippo |
| 18 | San Marino (bandiera) | A     | Bucci Andreas     |
| 67 | San Marino (bandiera) | A     | Donati Gian Marco |
| 7  | Italia (bandiera)     | A     | Pellino Enrico    |
| 22 | Italia (bandiera)     | A     | Raschi Jacopo     |

### Staff tecnico
- Claudio Bartoletti - Allenatore
- Daniele Ciavatta - Vice Allenatore
- Gian Luigi Ciavatta - Segretario Generale
- Paolo Giardi - Massaggiatore
- Massimo Marzaro - Preparatore portieri

### Stagioni passate
- stagione 2008-2009